# Kvelertak

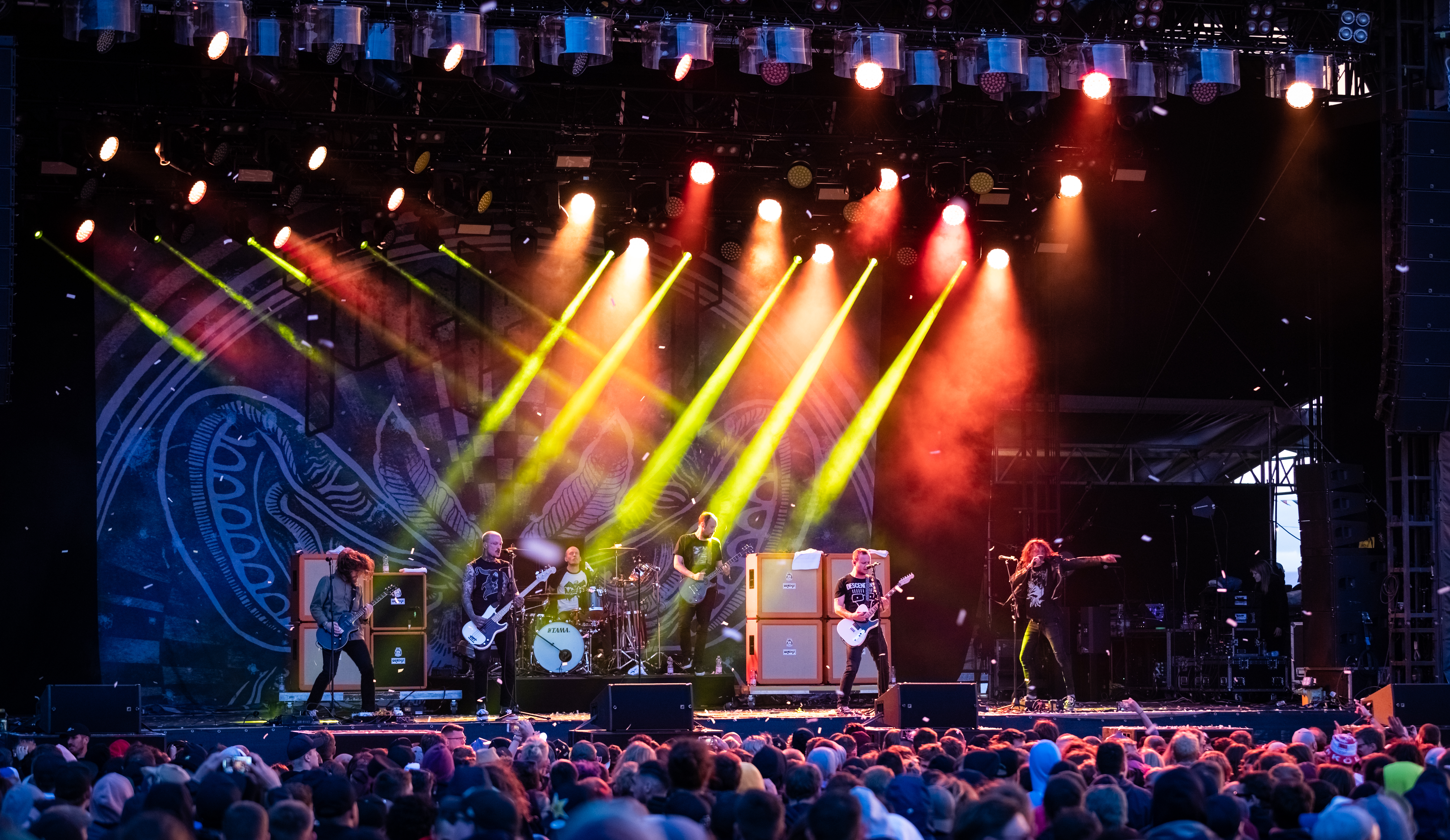
Kvelertak Viver show em ano 2009

Kvelertak (em português, Estrangulamento) é uma banda de heavy metal natural de Stavanger, Noruega.
O álbum (homônimo) de estréia da banda foi lançado em 2010 e vendeu mais de 15.000 cópias na Noruega. O segundo álbum, Meir, foi lançado em março de 2013. A banda compõe as letras de suas canções em norueguês e as suas principais influências são Rock and Roll, Black Metal e Punk Rock.[carece de fontes?]